# آرثر أور
آرثر أور هو سياسي أمريكي، ولد في 25 مايو 1964 في ديكاتور في الولايات المتحدة. نشط حزبياً في الحزب الجمهوري. وقد انتخب عضو مجلس ولاية ألاباما ‏.